# 喬納森·科利甘
喬納森·科利甘（Jonathan Kerrigan，1972年10月14日—）是英國的一位演員，他不僅出演過眾多電影和電視劇，並且也是一位音樂人。科利甘的演藝生涯開始於出演化學兄弟的MV。科利甘已經結婚並有一個兒子。